# Agalenocosa pickeli
Agalenocosa pickeli is een spinnensoort in de taxonomische indeling van de wolfspinnen (Lycosidae).
Het dier behoort tot het geslacht Agalenocosa. De wetenschappelijke naam van de soort werd voor het eerst geldig gepubliceerd in 1937 door Cândido Firmino de Mello-Leitão.